# 南郭先生
《南郭先生》是一部中国上海美术电影制片厂制作的剪纸动画短片，根据成语滥竽充数的故事改编。该片获得了中国文化部1981度优秀美术片奖。

## 剧情简介
齐宣王爱听竽，便号令向全国召集三百名吹竽好手为他吹竽。已召集到二百九十九名，尚缺一名时，南郭先生主动来到齐宣王面前自荐，也成为了三百名乐师之一。但其实南郭先生吹竽很难听，为了不被别人发现，南郭先生便将豆子塞进竽里面，不让竽发声。由于齐宣王喜爱听合奏，且南郭先生又善于装腔作势、阿谀奉承，所以他不但一直没有露馅，反而深得齐宣王的欢心。可惜好景不长，齐宣王驾崩，齐愍王继位，齐愍王不喜听合奏，而是喜欢听乐师们一个一个的单独吹奏。众乐师于是推举了先王最宠爱的南郭先生率先吹奏，南郭先生原形毕露，最后偷偷地溜走了。